# Gabrovitz Emil
Gabrovitz Emil (Budapest, 1875. június 3. – Budapest, 1947. június 7.) labdarúgó, hátvéd. A magyar labdarúgás történetének legkorábbi születésű válogatott játékosa, így 1947-es haláláig a legidősebb válogatott labdarúgó volt. Testvére, Gabrovitz Kornél szintén az FTC hátvédje volt. Fia Gábori (Gabrovitz) Emil sokszoros magyar teniszbajnok.

## Pályafutása
A 19. század végére jellemző sportágak közül a labdarúgás, az atlétika, az evezés, az úszás és a kerékpározás foglalkoztatta. Az FTC labdarúgócsapatának egyik alapító tagja volt. Az 1901-es bajnokságban 4 alkalommal szerepelt a csapatban. Ezenkívül egy nemzetközi mérkőzésen játszott a Fradiban. Ő szerezte az FTC első öngólját. Miután a postánál kapott állást, kötelezték, hogy az ő egyesületükbe igazoljon. Így 1902. október 12-én már a Postás SE játékosaként szerepelt a magyar válogatott első hivatalos mérkőzésén balhátvédként Bécsben, Ausztria ellen.
Gyakorlata valamint szabályismerete alapján vizsga nélkül, szükségből lett játékvezető. Az alakuló klubtalálkozókon, bemutató mérkőzéseken tevékenykedett. Az MLSZ tanácsa határozata alapján hivatalos mérkőzéseket csak az vezethet, aki a Bíróvizsgáló Bizottság (BB) előtt elméleti és gyakorlati vizsgát tett. Játékvezetésből 1901-ben Budapesten a Bíróvizsgáló Bizottság (BB) előtt vizsgázott. AZ MLSZ BB javaslatára a „szövetség kebelébe tartozó mérkőzéseken” az NB II-ben minősített bíróként tevékenykedhetett.[6] 1903-tól NB I-es bíró. Küldési gyakorlat szerint rendszeres partbírói szolgálatot is végzett. 1901–1904 között a legjobb vizsga nélküli játékvezetők között tartják nyilván. 1905-ben az MLSZ a bíróbizottság tagjának választotta. Több nemzetközi mérkőzést is vezetett, például 1906-ban a bécsi Vienna és a Budapesti Torna Klub közötti, 1907-ben a BTC és a bécsi Kriketterek közötti, valamint ugyanebben az évben az angol Woolwich Arsenal közötti mérkőzést.
| Időpont            | Helyszín                           | Mérkőzés típusa          | Mérkőzés                        | Eredmény | Nézők száma |
| ------------------ | ---------------------------------- | ------------------------ | ------------------------------- | -------- | ----------- |
| 1903. november 29. | Margitszigeti Sportpálya, Budapest | első NB I-es mérkőzése   | MAC–MÚE                         | 5 – 1    | 1800        |
| 1908. március 1.   | Hölgy utcai pálya, Budapest        | utolsó NB I-es mérkőzése | Bp. Törekvés SE–Ferencvárosi TC | 0 – 6    | Zárt kapus  |

Más sportágakban is versenyzett. Első helyezéseinek száma: 60. Érmeinek és tiszteletdíjainak száma: 120. 1901. júliusban egy versenyen súlydobásban első, szeptemberben a Budapesti Egyetemi Atlétikai Klub lágymányosi pályájának megnyitóján távolugrásban 613 centiméterrel második, 1902. júniusban 592 centiméterrel harmadik lett. 1903. májusban a posta- és távírótisztviselők sportegyesülete zászlójának avatása alkalmából rendezett atlétikai versenyen távolugrásban 592 centiméterrel első, 1904-ben a postások háziversenyén súlydobásban első.
1903. október 11-én az FTC első teniszversenyét ő nyerte férfi egyesben. 1904-ben egyesben, párosban, vegyes párosban és a handikap kategóriában is első helyet szerzett.

## Szakmai sikerek
- Magyar bajnokság (labdarúgás)
  - 3.: 1901 (FTC)[17]
- 1913–1928 között Rákosligeti UE elnöke. 1919–1929 között a MÚSZ Duna-kerület elnöke. AZ MLSZ jubileumai bronzplakettjének tulajdonosa.

## Statisztika

### Mérkőzése a válogatottban
| Magyarország | Magyarország      | Magyarország    | Magyarország | Magyarország | Magyarország | Magyarország | Magyarország | Magyarország |
| #            | Dátum             | Helyszín        | Hazai        | Eredmény     | Vendég       | Kiírás       | Gólok        | Esemény      |
| ------------ | ----------------- | --------------- | ------------ | ------------ | ------------ | ------------ | ------------ | ------------ |
| 1.           | 1902. október 12. | Bécs, WAC-pálya | Ausztria     | 5 – 0        | Magyarország | barátságos   | -            |              |
|              | Összesen          |                 |              | 1            | mérkőzés     |              | 0            | gól          |

## Külső hivatkozások
- Gabrovitz Emil játékvezetői adatlapja a Nemzeti Labdarúgó Archívum oldalán
- Gabrovitz Emil. footballdatabase.eu. (Hozzáférés: 2016. május 6.)
- Gabrovitz Emil. eu-football.info. (Hozzáférés: 2016. május 6.)